# هونکوپ
هونکوپ (به هلندی: Hoenkoop) یک منطقهٔ مسکونی در هلند است که در آده‌واتر واقع شده‌است.